# 黄道娘墓
黄道娘墓，位于中国广东省江门市新会区会城街道都会村岳武庙后，是黄道娘的墓葬。道娘为宋代人物，专工纺织，因做善事闻名乡里。南宋高宗绍兴元年(1131年)逝世，年83岁。1960年代，黄道娘墓遭破坏，仅存石棺。2004年，黄道娘墓列入新会区文物保护单位。